# Judge made law
Judge made law es una expresión jurídica originaria del derecho anglosajón, y del ámbito del common law, que literalmente podría traducirse como «el juez hace la ley», y quiere significar que en el asunto, o en el caso, al que va referida, no existe civil law (ley escrita), ni tampoco case law (jurisprudencia o precedente judicial), que permitan poder preverse las determinaciones que serán tomadas, por el juez o tribunal, a la hora de resolver la cuestión sometida a su juicio.
En el ámbito del derecho continental europeo, de raíz romano-germánica, sistema jurídico éste imperante asimismo en América, en aquellos países de lengua hispano-portuguesa y francesa, suele entenderse referido también con este brocardo, a aquellas situaciones conflictivas en las cuales un caso no se puede resolver en derecho sino en equidad, es decir, no se dispone de, o no se puede remitir a, ninguna disposición preexistente de ley, o de jurisprudencia, establecidas con anterioridad.